# 梅胜夫
梅胜夫（日语：／ Bai Katsuo，1940年11月29日—），是一位日本前男子篮球运动员。曾是积水化学篮球队的队员。他曾代表日本国家队参加1964年夏季奥运会男子篮球比赛，最终队伍获得第十名。